# Gnaeus Cornelius Lentulus Marcellinus
Gnaeus Cornelius Lentulus Marcellinus († um 55 v. Chr.) war ein römischer Senator, Militär und Politiker.
Gnaeus Cornelius Lentulus Marcellinus gehörte zum Zweig der Lentulier der Familie der Cornelier. Im Jahr 76 oder 75 v. Chr. war Marcellinus – wohl in Spanien – Münzmeister und Quästor. Ein 76 oder 75 v. Chr. in seinem Namen geprägter Denar soll daher in einer Heeresmünzstätte und nicht in Rom geprägt worden sein. 68 v. Chr. war er möglicherweise Volkstribun. Im folgenden Jahr nahm er als legatus pro praetore unter Pompeius am Seeräuberkrieg teil. Als er dabei vor der Küste Afrikas agierte, wurde er Patron von Kyrene. 60 v. Chr. wurde er Prätor und war anschließend 59 und 58 v. Chr. Proprätor in Syrien.
Im Jahr 56 v. Chr. war Lentulus mit Lucius Marcius Philippus Konsul. In dieser Zeit förderte er den aufstrebenden Marcus Tullius Cicero. Er stand in der Gegnerschaft zu Publius Clodius Pulcher, was vor allem im Jahr 61 v. Chr. und in seinem Konsulatsjahr zum Tragen kam. Marcellinus war Wortführer der Optimaten und versuchte die Mitglieder des ersten Triumvirats, Gaius Iulius Caesar, Pompeius und Marcus Licinius Crassus, zu bekämpfen. Nach seinem Konsulat zog er sich aus der Politik zurück. Er starb kurz darauf.
Marcellinus war Mitglied des Priesterkollegiums der septemviri epulonum. Er selbst oder ein Sohn war vermutlich mit Scribonia verheiratet, die später zweite Ehefrau des zukünftigen Kaisers Augustus werden sollte.